# Kim Jeong-hui
Kim Jeong-hui (koreanisch 김정희, 金正喜) (* 3. Juni 1786 in Yesan-hyeon (예산현) in der Provinz Chungcheong-do (충청도); † 10. Oktober 1856 in Gwacheon (과천)) war ein koreanischer Kalligraph, Epigraphiker und Gelehrter in der späten Joseon-Ära (조선). Bekannt wurde Kim durch sein Werk Sehando (세한도, 歲寒圖, übersetzt: Die Große Kälte), das im Jahr 1974 in Südkorea unter der Registriernummer 180 zum Nationalschatz deklariert wurde und sich seit August 2020 im Besitz des Nationalmuseums von Südkorea befindet.

## Pseudonyme
Kim verwendete unter seinen zahlreichen Pseudonyme unter anderem folgende Künstlernamen für seine Werke:
- Wandang (완당, 阮堂)
- Chusa (추사, 秋史)
- Yedang (예당, 禮堂)
- Siam (시암, 詩庵)
- Gwano (과노, 果老)
- Nongjangin (농장인, 農丈生人)
- Cheonchuk Goseonsaeng (천축고선생, 天竺國先)[3]

## Leben
Kim Jeong-hui wurde als Nachfahre des aus Gyeongju stammenden Kim-Clans, die eine mächtige Adelsfamilie war, im 10. Regierungsjahr von König Jeongjo (정조) in Yesan-hyeon (예산현) in der Provinz Chungcheong-do (충청도) geboren. Sein Vater war der Militäroffizier No-gyeong (魯敬).
Schon früh fiel er mit seinem Talent in Kalligraphie auf. Im Alter von sieben Jahren schrieb er einen Satz zum Frühlingsbeginn und brach ihn am Tor des Hauses an, worauf der damalige obere Regierungsrat Chae Je-gong (채제공) auf ihn aufmerksam wurde. Acht Jahre später nahm der Gelehrte Bak Je-ga (박제가) ihn als Schüler auf.
1819 legte er die Prüfung vor der Akademie der Freien Künste ab. Reisen nach China, auf denen er u. a. konfuzianische Gelehrte und Kalligraphen kennen lernte, unter ihnen Ruan Yuan (阮元), Cao Jiang und Fanggang Weng, halfen ihm die Kultur der damaligen Qing-Dynastie zu verstehen. Kim Jeong-hui wurde als Intellektueller des 19. Jahrhunderts angesehen und für sein Wissen im Bereich der chinesischen Klassik, der Literatur, des Buddhismus und der Kunst gewürdigt.
Als im Jahr 1834 König Heonjong auf den Thron folgte, führte dies zu Streit am Hofe und zu Entmachtung politisch unliebsamer Personen. Infolgedessen wurde Kim Jeong-hui im Jahr 1840 auf die Insel Jejudo verbannt und dort unter Hausarrest gestellt. Dort schuf er das wohl bekannteste Werk von ihm, das unter dem Namen Sehando bekannte Gemälde.
Nach neun Jahren aus der Verbannung entlassen, fiel er 1851 erneut in Ungnade und wurde nun von König Cheoljong für 2 Jahre nach Bukcheong  (북청) in der Provinz Hamgyeong-do (함경도) liegend, verbannt. Aus der Verbannung zurück, verbrachte er seine letzten Jahre bis zu seinem Tod im Jahr 1856 in der Provinz Gwacheon (과천).